# Álvaro Magalhães
Pour les articles homonymes, voir Magalhães.
Álvaro Monteiro Magalhães, plus couramment appelé Álvaro, né le 3 janvier 1961 à Lamego (Portugal), est un défenseur international portugais de football.

## Carrière

### Joueur
- 1979-1981 : Académica de Coimbra ( Portugal)
- 1981-1990 : Benfica Lisbonne ( Portugal)
- 1990-1991 : Estrela da Amadora ( Portugal)
- 1991-1993 : Leixões SC ( Portugal)

### Entraîneur
- 1994-1997 : Lusitânia FC ( Portugal)
- 1997-1998 : CD Santa Clara ( Portugal)
- 1998 : GD Chaves ( Portugal)
- 1998-2000 : Gil Vicente FC ( Portugal)
- 2003-2005 : Benfica Lisbonne (Entraîneur Adjoint) ( Portugal)
- 2005-2006 : Naval 1º de Maio ( Portugal)
- 2006-2008 : SC Olhanense ( Portugal)
- 2008 : CD Feirense ( Portugal)
- 2008 : Gloria Buzău ( Roumanie)
- 2009-2011 : Inter Luanda ( Angola)
- 2013-2014 : Clube Desportivo de Tondela ( Portugal)

## Palmarès

### Joueur
- Avec Benfica Lisbonne :
  - Champion du Portugal en 1983, 1984, 1987 et 1989.
  - Vainqueur de la Coupe du Portugal en 1983, 1985, 1986 et 1987.
  - Vainqueur de la Supercoupe du Portugal en 1985 et 1989.

### Entraîneur
- Avec Inter Luanda :
  - Champion d'Angola en 2010.

## Quelques chiffres
- 20 sélections en équipe du Portugal entre 1981 et 1988.
- 213 matchs en Primeira Divisão.
- 6 buts en Primeira Divisão.
- 41 matchs en Liga de Honra.

## Anecdote
Il est l'un des rares joueurs (avec d'autres exemples comme le joueur Fabinho) à être atteint de polydactylie, ce qui signifie qu'il possède 12 doigts (6 doigts à chaque main).